# Senior Poll
Senior Poll is de vijfentwintigste aflevering van het derde seizoen van het tienerdrama Beverly Hills, 90210, die voor het eerst werd uitgezonden op 7 april 1993.

## Verhaal
Er gaat een opiniepeiling rond op West Beverly High waarin scholieren in categorieën kunnen kiezen wie welke titel verdient. Dit zorgt voor enkele spanningen op de school. Kelly wordt tot het mooiste meisje van de school benoemd. Ze is echter bang dat niemand ooit verder dan dat zal kijken. Dit wordt versterkt als Dylan haar niet zijn biografie over zichzelf wel laten lezen, maar wel aan de intelligente Andrea.
Steve gaat met Brandon en diens ouders mee naar een basketbalwedstrijd van de Los Angeles Lakers. Hij wordt willekeurig uitgekozen om een doelpunt te mogen scoren. Als hem dit lukt, zal hij 10.000 dollar krijgen. Hij is echter meer zenuwachtig over een eventuele afgang tegenover het publiek. Hij schiet het schot echter raak en begint er snel over te opscheppen op school.
Hij besluit het geld te doneren aan school. Hoewel hij dit anoniem doet, komt de directrice er snel achter en is ontroerd. Ondertussen denkt Brenda erover na om in Minnesota te studeren, maar durft dit aan niemand anders te zeggen uit angst ze teleur te stellen. Uiteindelijk draait ze bij en neemt ze genoegen met een universiteit vlak bij huis.

## Rolverdeling
- Jason Priestley - Brandon Walsh
- Shannen Doherty - Brenda Walsh
- Jennie Garth - Kelly Taylor
- Ian Ziering - Steve Sanders
- Gabrielle Carteris - Andrea Zuckerman
- Luke Perry - Dylan McKay
- Brian Austin Green - David Silver
- Tori Spelling - Donna Martin
- Carol Potter - Cindy Walsh
- James Eckhouse - Jim Walsh
- Ann Gillespie - Jackie Taylor
- Michael Cudlitz - Tony Miller
- Denise Dowse - Mrs. Yvonne Teasley
- Dyan Cannon - Zichzelf